# Båtyxekulturen i Finland
Båtyxkulturen var en kultur i Sydvästra Finland under stenåldern, från omkring 2800 f.Kr. Kulturen kallas även stridsyxekultur och snörkeramisk kultur. Namnet båtyxkultur kommer från formen på de yxor som började tillverkas, vilka hade en båtlik form. Prestigeyxor av sten av andra typer och utseenden har varit i omlopp inom Nordeuropa långt tidigare, inom den tidigneolitiska trattbägarkulturen som mångkantiga yxor, och även som dubbeleggade stridsyxor under mellanneolitisk tid.

## Ursprung
Många olika teorier föreligger om båtyxekulturens uppträdande i Finland, då den har starka kopplingar till samtida kulturgrupper i Nord- och Östeuropa vid denna tid. Invandring lyfts ofta fram som en förklaring, vilket vissa ansågs bevisas av att den materiella kulturen ändrar utseende i sydvästra Finland under denna tid, och den kamkeramiska kulturen i området försvinner i sydväst, men finns kvar i övriga delar av landet. Ella Kivikoski menar att kulturen har kommit över från Baltikum över Finska Viken. Hon stöder det på att inga fynd har gjorts i Karelen eller på Karelska Näset. KIvikoski har en karta över båtyxfynden i Finland som klart visat att fynden är avgränsade till sydvästra Finland. Hon menar att begränsningen talar för en invandring och talar emot kulturellt inflytande. 
Hon delar in de cirka 800 funna båtyxorna i Finland i två huvudsakliga typer, en allmän europeisk form, som hon menar kom med invandrarna och en inhemskt tillverkad finsk yxa. De finska yxorna är till 90 % tillverkade av olivindiabas som bara finns i södra delen av Satakunta vid Björneborg, Raumo och Pyhäjärvi. Tillverkning av yxor i detta område beskriver Finlands förhistoria Finlands Nationalmuseums utställningskatalog. Den tidiga formen av båtyxorna är den europeiska formen och även om vissa arkeologer menar att idéer och ideologier kan spridas över stora områden snabbare och mer genomgripande än människogrupper så talar fynden starkt för utökade kontakt, och invandring  kanske genom ingifte mellan de finska och baltiska/polska grupperna. Det finska och svenska materialet är mycket lika varandra under denna tid. En del arkeologer ser det som bevis för att stridsyxekulturen spreds från Sverige till Finland, andra tror på det motsatta. 
På senare tid har uppfattningen av kulturen förändrats inom forskarsamhället. Kulturen kan via genetiska studier knytas till spridningen av indoeuropeiska folkstammar. Enligt uppslagsordet Båtyxkulturen i Uppslagsverket Finland  invandrade kulturen under slutet av den kamkeramiska tiden och uppgick sedan snabbt i den lokala kulturen. Den snörkeramiska kulturen har kunnat knytas till en migration av Jamnakulturen över hela sitt utbredningsområde.

## Ekonomi
Utbredningsområdet i sydvästra Finland är det bördigaste området vilket talar för att kulturen hade en agrar ekonomi som försörjningsbas. Befolkningen i denna kultur livnärde sig troligen på jordbruk och kanske främst boskapsskötsel, vid sidan av jakt och insamling. Det finns än så länge få bevis för jordbrukande, eller tamdjurshållning, men mycket få organiska lämningar av växt och djurmaterial finns över huvud taget bevarade. Boplatserna ligger framförallt i inlandet, nära sjöar och vattendrag, på sandiga jordar nära lermarkerna. Samma bosättningsmönster går igen i Sverige, där det finns mer övertygande bevis för åkerbruk inom stridsyxekulturen - den svensk-norska varianten av samma kulturkomplex som båtyxekulturen i Finland, dvs den Snörkeramiska kulturen.
1966 till 1969 grävdes en fyndrik boplats i Perkiö i Hauho. På 344 kvadratmeter hittades fler än 30 000 krukskärvor med nästan alla orneringsmotiv som fiins i Finland företrädda. Platsen har tolkats som en större krukmakarverkstad med tillverkning för ett större område.

## Betydelse av kulturen
Kivikoski menar att kulturen var kortvarig bara några hundra år ( 500 år enligt Finlands förhistoria) och att innevånarna snabbt integrerades i den senare Kiukaiskulturen. De troligen baltiska språket hos befolkningen försvann och istället bildades ett urfinskt språk med inblandning av indoeuropeiska lånord. I norra/östra Finland saknade kulturen inflytande och utvecklades ett protosamiskt språk.